# Sport Clube Beira-Mar 2012-2013
Questa voce raccoglie la rosa e le statistiche dello Sport Clube Beira-Mar per la stagione 2012-2013.

## Rosa
| N. |                          | Ruolo | Calciatore       |
| -- | ------------------------ | ----- | ---------------- |
| 1  | Portogallo (bandiera)    | P     | Rui Rêgo         |
| 2  | Portogallo (bandiera)    | C     | Rui Sampaio      |
| 3  | Portogallo (bandiera)    | D     | Bura             |
| 5  | Portogallo (bandiera)    | D     | Hugo             |
| 6  | Guadalupa (bandiera)     | C     | David Fleurival  |
| 7  | Portogallo (bandiera)    | C     | Rúben Ribeiro    |
| 8  | Spagna (bandiera)        | C     | Dani Abalo       |
| -  | Portogallo (bandiera)    | A     | Tozé Marreco     |
| 10 | Portogallo (bandiera)    | A     | Serginho         |
| 11 | Brasile (bandiera)       | A     | Rafael Batatinha |
| 12 | Guinea-Bissau (bandiera) | P     | Jonas Mendes     |
| 13 | Portogallo (bandiera)    | D     | Tonel            |
| 14 | Portogallo (bandiera)    | D     | Jaime Simões     |

| N. |                               | Ruolo | Calciatore      |
| -- | ----------------------------- | ----- | --------------- |
| 15 | Arabia Saudita (bandiera)     | A     | Saleh Al-Shehri |
| 16 | Brasile (bandiera)            | C     | Nildo Petrolina |
| 17 | Portogallo (bandiera)         | P     | Bruno Jorge     |
| 18 | Portogallo (bandiera)         | D     | Pedro Moreira   |
| 20 | Portogallo (bandiera)         | D     | Nuno Lopes      |
| 21 | Guinea Equatoriale (bandiera) | A     | Javier Balboa   |
| 22 | Portogallo (bandiera)         | D     | Hélder Lopes    |
| 24 | Portogallo (bandiera)         | A     | Yazalde         |
| 25 | Brasile (bandiera)            | A     | Dudu            |
| 27 | Portogallo (bandiera)         | C     | Ricardo Dias    |
| 28 | Portogallo (bandiera)         | C     | André Sousa     |
| 30 | Guinea-Bissau (bandiera)      | A     | Abel Camará     |